# Archieparquía de Tarso de los greco-melquitas
La archieparquía titular de Tarso de los greco-melquitas (en latín: Archieparchia Tarsensis Graecorum Melkitarum) es una archieparquía titular de la Iglesia católica conferida a miembros de la Iglesia greco-melquita católica. Corresponde a una antigua arquidiócesis del patriarcado de Antioquía cuya sede estaba en la ciudad de Tarso en la actual Turquía. 

## Historia
Tarso era una sede metropolitana y capital de la provincia romana de Cilicia hasta su división circa 297, tras lo cual permaneció como la capital de la provincia de Cilicia Primera en la diócesis civil de Oriente y en el patriarcado de Antioquía.
La propagación del cristianismo a Tarso se debe sin duda al apóstol Pablo de Tarso, quien después de su conversión alrededor del año 30, pasó un tiempo en la ciudad donde nació. El martirologio romano recuerda a varios santos y mártires de Tarso: entre ellos santa Pelagia, los santos Quirico, Giulitta, Bonifacio, Marino y Diomedes, el obispo Atanasio, Castore y Doroteo.
Según la tradición, la erección de la diócesis se remonta a los primeros años de la difusión de la religión cristiana, con los obispos Jason y Herodion, discípulos de san Pablo, mencionados en la Epístola a los romanos (16.11-21). Sin embargo, cierta información proviene de algunos escritos que datan de la segunda mitad del siglo III, en los que el obispo de Cilicia, Eleno, se indica como administrador de algunas diócesis sufragáneas, lo que confirma que la sede de Tarso (capital de Cilicia) tenía que ser un obispado metropolitano. Sin embargo, la ciudad permaneció en gran parte pagana hasta la época de Juliano el Apóstata (r. 361–363), quien, según los informes, planeaba convertirla en su capital y luego fue enterrado junto a las murallas de la ciudad. 
El nombre de otro obispo de Tarso, Teodoro, aparece en los procedimientos del Concilio de Nicea I de 325. Una personalidad importante para la diócesis fue el obispo Diodoro, quien puso fin a una disputa entre su predecesor Silvano y los arrianos después de que el emperador Aurelio Valerio Valente lo exiliara.
Según la única Notitia Episcopatuum del patriarcado de Antioquía que se conoce, la Notitia Antiochena que data de la segunda mitad del siglo VI y fue elaborada por el patriarca Anastasio de Antioquía (quien gobernó el patriarcado dos veces entre 559 y 570 y entre 593 y 598), Tarso tenía seis diócesis sufragáneas: Adana, Sebaste de Cilicia (hoy Ayaş), Pompeyópolis (o Solos, hoy sus ruinas están en Mezitli), Malo (hoy sus ruinas están cerca de Karataş), Augusta (hoy Toprakkale) y Córico (hoy sus ruinas están cerca de Kızkalesi). Por razones inexplicables, la diócesis de Cefirio (hoy Mersin), documentada desde el siglo IV hasta el siglo VII, está ausente de la Notitia. Tras la redacción de la Notitia las diócesis de Adana y Pompeyópolis fueron elevadas al rango de sedes arzobispales autocéfalas. Originalmente pertenecían a la provincia eclesiástica de Tarso también la sede de Anazarba y sus 8 sufragáneas, que se convirtió en una provincia eclesiástica distinta (Cilicia Segunda) en el Concilio de Constantinopla II (581).
Una cueva en Tarso es uno de los muchos lugares que se dice que es la ubicación de la leyenda de los Siete durmientes de Éfeso, común el cristianismo y el Islam.
Hacia el final del siglo VII se interrumpe la cronología de obispos bizantinos a causa de la dominación árabe musulmana, que durará hasta el siglo X. Tras la llegada de los árabes, muchos cristianos se refugiaron en Occidente. Entre estos debemos mencionar al monje Teodoro, quien fue elegido arzobispo de Canterbury en 668. No está claro cuándo la ciudad fue capturada por primera vez por los árabes, pero está claro que, la región más amplia de Cilicia permaneció en disputa entre los bizantinos y el nuevo Califato durante varias décadas, hasta principios del siglo VIII. Según las fuentes musulmanas, durante su retirada, el emperador bizantino Heraclio (r. 610-641) retiró deliberadamente a la población y devastó la región entre Antioquía y Tarso, creando una tierra vacía de nadie entre los dos imperios. No fue sino hasta principios del período abasí que Tarso, que yacía en ruinas, una vez más se volvió a ocupar y reorganizar. A partir de 965, la ciudad fue reconquistada por los bizantinos. Los términos de la rendición de la ciudad permitieron a cualquier musulmán que quisiera irse con tantas de sus posesiones como pudiera llevar. La mayoría de los que se quedaron se convirtieron en cristianos, y la mezquita principal local fue derribada o convertida en un establo. La ciudad permaneció bajo el dominio bizantino hasta 1085.
Sin embargo, la dominación árabe no terminó con la comunidad cristiana. De hecho, la ciudad era la sede de una comunidad de la Iglesia ortodoxa siria, atestiguada desde el siglo VII al XIII en la Crónica de Miguel el Sirio. El primer metropolitano sirio conocido es Yohannan bar ʿEbrayta consagrado por el patriarca Severo II bar Mashqe en 668, al que le siguieron otros dieciséis metropolitanos conocidos, el último de los cuales fue consagrado por el patriarca Yohannan Miguel el Sirio (1166-1199).
Durante el período de las Cruzadas, a partir del siglo XI, se erigió una sede episcopal del rito latino, con la construcción de la iglesia de San Pablo, que probablemente era la catedral. El Ulu Camii, o Gran Mezquita, fue construida más tarde sobre los restos de esta iglesia.
Alrededor de 1132 la ciudad fue ocupada por el Reino armenio de Cilicia, que estableció allí su propia diócesis armenia. La figura de Narsète Lampronese se encuentra entre los primeros obispos. La diócesis del rito latino fue desmantelada definitivamente después del saqueo de los árabes en el siglo XIII y la captura de los mamelucos (1359). Finalmente, el área fue puesta bajo el control del Imperio Otomano por Selim I en 1516.

### Sede titular
Una sede titular católica es una diócesis que ha cesado de tener un territorio definido bajo el gobierno de un obispo y que hoy existe únicamente en su título. Continúa siendo asignada a un obispo, quien no es un obispo diocesano ordinario, pues no tiene ninguna jurisdicción sobre el territorio de la diócesis, sino que es un oficial de la Santa Sede, un obispo auxiliar, o la cabeza de una jurisdicción que es equivalente a una diócesis bajo el derecho canónico.
La eparquía titular de Tarso de los greco-melquitas fue elevada a archieparquía titular en 1981. Fue conferida por primera vez por la Santa Sede el 12 de mayo de 1899 al obispo de Ignacio Homsi.
Existen además la arquidiócesis titular latina de Tarso y la eparquía titular de Tarso de los maronitas.

## Cronología de los obispos

### Obispos de la sede residencial
- San Jasón †
- San Urbano †
- San Atanasio †
- Eleno † (antes de 252-después de 269)
- Clino †
- Lupo † (circa 314-325)
- Teodoro I † (mencionado en 325)
  - Antonio † (obispo arriano)
- Silvano † (351-después de 373)
- Acacio † (mencionado circa 360)
- Diodoro † (379-después de 381)
- Falerio † (mencionado en 394)
- Dositeo † (mencionado circa 415)
- Mariano †
- Eladio † (antes de 431-después de 431)
- Teodoro II † (antes de 449-después de 451)
- Pelagio † (mencionado en 458)
- Néstor † (?-489 exiliado)
- Sinclecio † (mencionado circa 530)
- Pedro † (mencionado en 553)
- Teodoro III † (mencionado en 680)
- Anónimo † (mencionado en 955)

### Obispos de la sede titular
- Ignacio Homsi † (12 de mayo de 1899-21 de febrero de 1926 falleció)
- Dionisio Kfoury, B.S. † (20 de junio de 1927-11 de marzo de 1965 falleció)
- Agapios Salomon Naoum, B.S. † (15 de octubre de 1965-1 de mayo de 1967 falleció)
- Athanasios Toutoungi † (6 de marzo de 1968-20 de febrero de 1981 falleció)
- Loutfi Laham, B.S. (9 de septiembre de 1981-29 de noviembre de 2000 elegido patriarca de Antioquía)
- Youssef Absi, S.M.S.P. (15 de julio[5] 2001-21 de junio 2017 elegido patriarca de Antioquía)[6]